# Lò Văn Puốn
Lò Văn Puốn (sinh 1940) là đại biểu Quốc hội Việt Nam khóa X. Ông thuộc đoàn đại biểu Lai Châu.
Tên thường gọi: Lò Văn Puốn
Ngày sinh: 19/5/1940
Giới tính: Nam
Dân tộc: Thái
Tôn giáo: Không
Quê quán: Xã Thanh An, huyện Điện Biên, Lai Châu
Trình độ chính trị: Cao cấp
Trình độ chuyên môn: Cao cấp Quản lý Kinh tế
Nghề nghiệp, chức vụ: Uỷ viên BCHTW Đảng CSVN, Bí thư tỉnh uỷ, Chủ tịch HĐND tỉnh Lai Châu
Nơi làm việc: HĐND tỉnh Lai Châu
Nơi ứng cử: Lai Châu
Đại biểu Quốc hội khoá: X
Đại biểu chuyên trách: Không
Đại biểu Hội đồng nhân dân: Không